# 카슈카이족

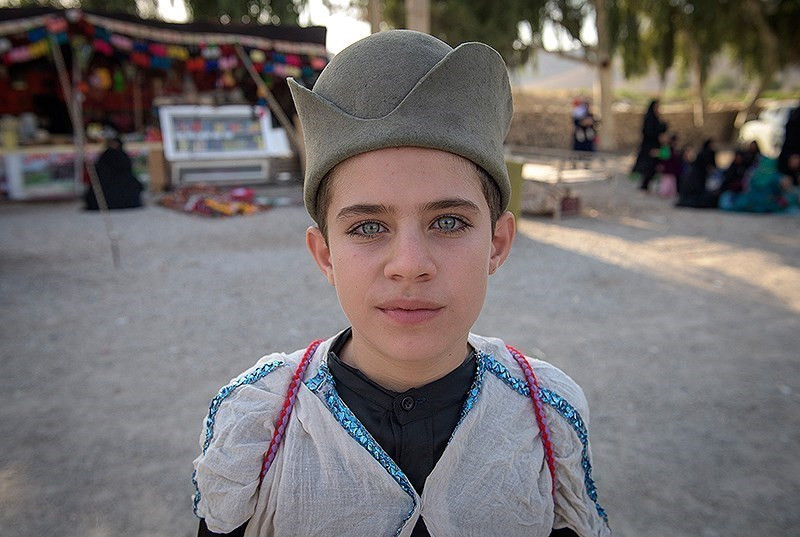

카슈카이족(Qashqai, 페르시아어: قشقایی)은 대부분 투르크계 출신인 이란의 부족 연합이다. 여러 부족(루르인/Lurs, 쿠르드족/Kurds 및 아랍인/Arabs)을 통합한 것으로 여겨진다. 이들 대부분은 튀르키("Turki")로 불리는 카슈카이어로 알려진 오구즈어파와 공식적으로 사용되는 페르시아어(이란의 국어)를 사용한다. 카슈카이족은 주로 파르스, 후제스탄, 코길루예, 보이어아마드, 차하르마할, 바크티아리, 부셰르, 남부 이스파한, 특히 파르스의 쉬라즈와 피루자바드 도시 주변에 거주한다.
카슈카이족들 대다수는 원래 유목민이었고 일부는 오늘날에도 남아 있다. 전통적인 유목민인 캐시카이는 1년에 두 번 양 떼와 함께 남쪽으로 약 480km 또는 300마일 떨어진 쉬라즈 북쪽의 여름 고원 목초지와 쉬라즈 남서쪽에 있는 페르시아 만 근처의 더 낮은(더 따뜻한) 땅에 있는 겨울 목초지 사이를 여행했다. 그러나 대다수는 이제 부분적으로 또는 전체적으로 좌식 생활을 하고 있다. 정착 경향을 보면 1960년대 이후 정부의 압력과 정착을 원하는 사람들을 위한 주택 건설 장려로 눈에 띄게 증가했으며, 팔레비 왕조 시대인 20세기 초부터 시작되었다. 그러나 이주 생활 방식을 계속하는 사람들을 위해 이란 정부는 카슈카이족과 그들의 가축, 목축 이주를 하는 다른 인구를 위한 이동 경로를 유지하고 통제한다.

## 같이 보기
- 이란의 민족